# Trocy-en-Multien
Trocy-en-Multien – miejscowość i gmina we Francji, w regionie Île-de-France, w departamencie Sekwana i Marna.
Według danych na rok 1990 gminę zamieszkiwało 205 osób, a gęstość zaludnienia wynosiła 27 osób/km² (wśród 1287 gmin regionu Île-de-France Trocy-en-Multien plasuje się na 987. miejscu pod względem liczby ludności, natomiast pod względem powierzchni na miejscu 514.).